# 长冠越桔
长冠越桔（学名：Vaccinium harmandianum）为杜鹃花科越桔属下的一个种。

## 扩展阅读
- 維基物種上的相關：长冠越桔